# Покровський сільський округ (Атбасарський район)
Покро́вський сільський округ (каз. Покровка ауылдық округі, рос. Покровский сельский округ) — адміністративна одиниця у складі Атбасарського району Акмолинської області Казахстану. Адміністративний центр та єдиний населений пункт — село Покровка.
Населення — 945 осіб (2021; 1522 у 2009, 1974 у 1999, 2999 у 1989).
Станом на 1989 рік існували Ленінська сільська рада (село Борисовка), Покровська сільська рада (село Покровка), Полтавська сільська рада (села Полтавка, Славинка, Тітовка) та Садова сільська рада (села Ащиколь, Пригородне, Садове, Смирновка). 1993 року з них були утворені Борисовський сільський округ (села Борисовка, Пригородне, Садове, Смирновка) та Полтавський сільський округ (села Полтавка, Покровка, Тітовка), село Ащиколь увійшло до складу Сергієвського сільського округу. Пізніше село Покровка утворило Покровський сільський округ, села Пригородне, Садове та Смирновка — Садовий сільський округ. Села Пригородне та Смирновка були ліквідовані 2005 року. 2009 року до складу Повкровського сільського округу була включена територія ліквідованого Садового сільського округу (село Садове).

## Склад
До складу округу входять такі населені пункти:
| Населений пункт    | Колишні назви | Населення, осіб (1989) | Населення, осіб (1999) | Населення, осіб (2009) | Населення, осіб (2021) |
| ------------------ | ------------- | ---------------------- | ---------------------- | ---------------------- | ---------------------- |
| Покровка, село     | -             | 1721                   | 1150                   | 834                    | 496                    |
| Садове, село       | -             | 937                    | 756                    | 688                    | 440                    |
| --Пригородне, село | -             | 94                     | 17                     | -                      | 9                      |
| Смирновка, село    | -             | 247                    | 51                     | -                      | -                      |